# Donneloye
Donneloye (hist. Niderleuwen, Niderlöwen) – miejscowość i gmina (commune) w zachodniej Szwajcarii, w kantonie Vaud, w okręgu (district) Jura-Nord vaudois. Leży nad rzeką Menthue. 1 stycznia 2008 do gminy przyłączono gminy Gossens i Mézery-près-Donneloye, a 1 stycznia 2012 gminę Prahins.

## Demografia
W Donneloye mieszka 905 osób. W 2022 roku 13% populacji gminy stanowiły osoby urodzone poza Szwajcarią.

## Transport
Przez teren gminy przebiega droga główna nr 151.